# Wayne Carew
Wayne Carew est un homme d'affaires et un ancien politicien canadien dans la province de l'Île-du-Prince-Édouard.
Un résident de Summerside, Carew fut élu par acclamation comme chef du Parti libéral de l'Île-du-Prince-Édouard, qui était l'opposition officielle de l'Assemblée législative de l'Île-du-Prince-Édouard, en 1999 après la démission de Keith Milligan.
Carew s'est présenté comme député à l'Élection générale prince-édouardienne de 2000 mais ne fut pas élu, lui donnant la distinction d'être le seul chef de l'opposition officielle et du parti libéral à ne pas gagner un siège.
Carew démissionnât du poste de chef du parti après l'élection 2000 et fut remplacé par Ron MacKinley sur une base intérim.